# Kødhakkemaskine
En kødhakkemaskine er et apparat af mekanisk karakter, der anvendes til deformering af større kødstykker således at dette bliver til for eksempel hakkekød. Kan forefindes i hånddrevet eller elektrisk art. En roterende snegl presser kødstykkerne frem mod nogle roterende knive.
Kødhakkemaskinen begyndte at dukke op i danske køkkener i anden halvdel af 1800-tallet. De tidligste modeller var ikke særligt vellykkede, hvorfor hele ideen om kødhakkemaskiner blev mødt med skepsis. Efterhånden fik man dog konstrueret gode maskiner, og kødhakkemaskinen blev almindelig. Maskinerne blev fabrikeret på de mange jernstøberier, der kom i drift i perioden. De første var galvaniserede eller emaljerede, senere blev fortinning anvendt. Mange kødhakkemaskiner kan forsynes med faconplader og ekstrudere dej til f.eks. vaniljekranse. Evt. kan de forsynes med et horn til udfyldning af pølsetarm.